# Вівсянка сірогорла
Вівсянка сірогорла (Emberiza goslingi) — вид горобцеподібних птахів родини вівсянкових (Emberizidae).

## Поширення
Вид поширений в Субсахарській Африці від Мавританії та Сенегалу до південно-західного Судану та північно-східної Демократичної Республіки Конго. Його природні місця проживання — сухі савани, субтропічні або тропічні сухі чагарники та субтропічні або тропічні сухі низинні луки.